# Coupe du monde de snowboard 2020-2021
Navigation
Édition précédente Édition suivante
La Coupe du monde de snowboard 2020-2021 est la 27e saison de la Coupe du monde de snowboard organisé par la Fédération internationale de ski. Elle débute le 12 décembre 2020 à Cortina d'Ampezzo en Italie et se termine le 28 mars 2021 à Špindlerův Mlýn en République tchèque.
Durant la saison sont programmés les Championnats du monde de snowboard qui se déroulent du 11 au 11 mars 2021 à Idre Fjäll et à Rogla.
La saison est plus courte que d’habitude dû à la pandémie du Covid-19. 

## Conséquences de la pandémie de Covid-19
Les épreuves se disputent ou non à huis clos, selon des protocoles sanitaires stricts.
En raison de la pandémie de Covid-19, le calendrier subit plusieurs modifications chez les hommes et femmes : 

- Snowboard cross :
- Annulation des étapes à Montafon en Autriche, Saint-Lary-Soulan en France, Feldberg en Allemagne et Dolní Morava en République Tchèque.

- Parallèle : 
- Annulation des étapes à Blue Mountain (en) au Canada, PyeongChang en Corée du Sud et Piancavallo en Italie.

- Half-pipe : 
- Annulation des étapes à Copper Mountain et Mammoth aux États-Unis, de l’étape à Calgary au Canada.

- Slopestyle : 
- Annulation de l’étape à Seiser Alm en Autriche, de l’étape à Mammoth, de l’étape à Calgary au Canada et de l’étape à Špindlerův Mlýn en Tchéquie.

- Big air : 
- Annulation des étapes à Pékin au Chine, Copper Mountain aux États-Unis, de l’étape à Calgary et Piancavallo en Italie.

## Classements

### Snowboard cross
| Rang | Nom                 | Points | Victoire(s) | Podium(s) |
| ---- | ------------------- | ------ | ----------- | --------- |
| 1    | Alessandro Hämmerle | 430    | 3           | 4         |
| 2    | Éliot Grondin       | 304    | 1           | 2         |
| 3    | Merlin Surget       | 252    | 1           | 2         |
| 4    | Glenn de Blois      | 247    |             |           |
| 5    | Hagen Kearney       | 246    |             | 2         |

| Rang | Nom                             | Points | Victoire(s) | Podium(s) |
| ---- | ------------------------------- | ------ | ----------- | --------- |
| 1    | Eva Samková                     | 450    | 3           | 4         |
| 2    | Michela Moioli                  | 430    | 2           | 3         |
| 3    | Faye Gulini                     | 302    |             | 3         |
| 4    | Julia Pereira de Sousa Mabileau | 301    |             | 2         |
| 5    | Charlotte Bankes                | 285    | 1           | 2         |

### Général parallèle
| Rang | Nom                | Points | Victoire(s) | Podium(s) |
| ---- | ------------------ | ------ | ----------- | --------- |
| 1    | Aaron March        | 424    | 2           | 3         |
| 2    | Andreas Prommegger | 339    |             | 2         |
| 3    | Dmitry Loginov     | 333    | 2           | 3         |
| 4    | Žan Košir          | 329    | 1           | 3         |
| 5    | Alexander Payer    | 295    |             | 1         |

| Rang | Nom                        | Points | Victoire(s) | Podium(s) |
| ---- | -------------------------- | ------ | ----------- | --------- |
| 1    | Ramona Theresia Hofmeister | 593    | 3           | 6         |
| 2    | Sofia Nadyrshina           | 532    | 2           | 4         |
| 3    | Julie Zogg                 | 512    | 2           | 4         |
| 4    | Selina Jörg                | 425    |             | 4         |
| 5    | Cheyenne Loch              | 413    |             | 3         |

#### Slalom parallèle
| Rang | Nom                | Points | Victoire(s) | Podium(s) |
| ---- | ------------------ | ------ | ----------- | --------- |
| 1    | Aaron March        | 258    | 2           | 2         |
| 2    | Dmitry Loginov     | 191    | 1           | 2         |
| 3    | Dmitry Karlagachev | 187    | 1           | 1         |
| 4    | Alexander Payer    | 184    |             | 1         |
| 5    | Andreas Prommegger | 159    |             | 1         |

| Rang | Nom              | Points | Victoire(s) | Podium(s) |
| ---- | ---------------- | ------ | ----------- | --------- |
| 1    | Julie Zogg       | 295    | 2           | 2         |
| 2    | Sofia Nadyrshina | 249    | 1           | 2         |
| 3    | Selina Jörg      | 195    |             | 2         |
| 4    | Cheyenne Loch    | 188    |             | 2         |
| 5    | Daniela Ulbing   | 172    | 1           | 1         |

#### Slalom géant parallèle
| Rang | Nom                | Points | Victoire(s) | Podium(s) |
| ---- | ------------------ | ------ | ----------- | --------- |
| 1    | Roland Fischnaller | 215    | 1           | 1         |
| 2    | Igor Sluev         | 214    | 1           | 2         |
| 3    | Benjamin Karl      | 213    | 1           | 2         |
| 4    | Žan Košir          | 205    | 1           | 2         |
| 5    | Andreas Prommegger | 180    |             | 1         |

| Rang | Nom                        | Points | Victoire(s) | Podium(s) |
| ---- | -------------------------- | ------ | ----------- | --------- |
| 1    | Ramona Theresia Hofmeister | 440    | 3           | 5         |
| 2    | Sofia Nadyrshina           | 283    | 1           | 2         |
| 3    | Selina Jörg                | 230    | 0           | 2         |
| 4    | Cheyenne Loch              | 225    |             | 1         |
| 5    | Julie Zogg                 | 217    |             | 2         |

### Général Park & Pipe
| Rang | Nom              | Points | Victoire(s) | Podium(s) |
| ---- | ---------------- | ------ | ----------- | --------- |
| 1    | Marcus Kleveland | 260    | 2           | 3         |
| 2    | Yūto Totsuka     | 200    | 2           | 2         |
| 3    | Liam Brearley    | 152    |             | 1         |
| 4    | Maxence Parrot   | 150    | 1           | 1         |
| 5    | Sven Thorgren    | 124    |             | 1         |

| Rang | Nom                  | Points | Victoire(s) | Podium(s) |
| ---- | -------------------- | ------ | ----------- | --------- |
| 1    | Anna Gasser          | 255    | 1           | 2         |
| 2    | Kokomo Murase        | 246    |             | 2         |
| 3    | Chloe Kim            | 200    | 2           | 2         |
| 4    | Reira Iwabuchi       | 190    | 1           | 1         |
| 5    | Zoi Sadowski-Synnott | 180    | 1           | 2         |

#### Big air
| Rang | Nom              | Points | Victoire(s) | Podium(s) |
| ---- | ---------------- | ------ | ----------- | --------- |
| 1    | Maxence Parrot   | 100    | 1           | 1         |
| 2    | Sven Thorgren    | 80     |             | 1         |
| 3    | Mons Røisland    | 60     |             | 1         |
| 4    | Takeru Otsuka    | 50     |             |           |
| 5    | Rene Rinnekangas | 45     |             |           |

| Rang | Nom                  | Points | Victoire(s) | Podium(s) |
| ---- | -------------------- | ------ | ----------- | --------- |
| 1    | Zoi Sadowski-Synnott | 100    | 1           | 1         |
| 2    | Kokomo Murase        | 80     |             | 1         |
| 3    | Anna Gasser          | 60     |             | 1         |
| 4    | Reira Iwabuchi       | 50     |             |           |
| 5    | Miyabi Onitsuka      | 45     |             |           |

#### Half-pipe
| Rang | Nom             | Points | Victoire(s) | Podium(s) |
| ---- | --------------- | ------ | ----------- | --------- |
| 1    | Yūto Totsuka    | 200    | 2           | 2         |
| 2    | André Höflich   | 110    |             | 1         |
| 3    | Raibu Katayama  | 106    |             | 1         |
| 4    | Scotty James    | 80     |             | 1         |
| 5    | David Hablützel | 72     |             |           |

| Rang | Nom               | Points | Victoire(s) | Podium(s) |
| ---- | ----------------- | ------ | ----------- | --------- |
| 1    | Chloe Kim         | 200    | 2           | 2         |
| 2    | Mitsuki Ono       | 130    |             | 1         |
| 3    | Queralt Castellet | 120    |             | 1         |
| 4    | Sena Tomita       | 120    |             | 2         |
| 5    | Haruna Matsumoto  | 86     |             |           |

#### Slopestyle
| Rang | Nom                | Points | Victoire(s) | Podium(s) |
| ---- | ------------------ | ------ | ----------- | --------- |
| 1    | Marcus Kleveland   | 260    | 2           | 3         |
| 2    | Liam Brearley      | 116    |             | 1         |
| 3    | Leon Vockensperger | 109    |             | 1         |
| 4    | Niklas Mattsson    | 103    | 1           | 1         |
| 5    | Dusty Henricksen   | 90     |             |           |

| Rang | Nom            | Points | Victoire(s) | Podium(s) |
| ---- | -------------- | ------ | ----------- | --------- |
| 1    | Anna Gasser    | 195    | 1           | 1         |
| 2    | Kokomo Murase  | 124    |             | 1         |
| 3    | Tess Coady     | 119    |             | 2         |
| 4    | Jamie Anderson | 115    | 1           | 1         |
| 4    | Reira Iwabuchi | 114    | 1           | 1         |

### Par équipes
| Rang | Pays        | Points |
| ---- | ----------- | ------ |
| 1    | Russie I    | 160    |
| 2    | Autriche I  | 150    |
| 3    | Suisse I    | 125    |
| 4    | Autriche II | 95     |
| 5    | Allemagne I | 80     |

### Coupe des nations
| Rang | Pays       | Points |
| ---- | ---------- | ------ |
| 1    | Autriche   | 2882   |
| 2    | Italie     | 2433   |
| 3    | Allemagne  | 2311   |
| 4    | Suisse     | 2291   |
| 5    | États-Unis | 2210   |

## Calendrier et podiums

### Hommes

#### Cross
| Date                                                               | Lieu      | Épreuve | Vainqueur           | Second        | Troisième           |
| ------------------------------------------------------------------ | --------- | ------- | ------------------- | ------------- | ------------------- |
| 23 janvier 2021                                                    | Chiesa    | Cross   | Glenn de Bois       | Éliot Grondin | Lorenzo Sommariva   |
| 23 janvier 2021                                                    | Chiesa    | Cross   | Alessandro Hämmerle | Merlin Surget | Hagen Kearney (en)  |
| Idre Fjäll - Championnats du monde de snowboard (11 au 13 février) |           |         |                     |               |                     |
| 18 février 2021                                                    | Reiteralm | Cross   | Alessandro Hämmerle | Lucas Eguibar | Mick Dierdorff (en) |
| 4 mars 2021                                                        | Bakuriani | Cross   | Éliot Grondin       | Lukas Pachner | Lorenzo Sommariva   |
| 5 mars 2021                                                        | Bakuriani | Cross   | Omar Visintin       | Kalle Koblet  | Alessandro Hämmerle |
| 20 mars 2021                                                       | Veysonnaz | Cross   | Alessandro Hämmerle | Hagen Kearney | Merlin Surget       |

#### Parallèle
| Date                                                                 | Lieu              | Épreuve                | Vainqueur          | Second               | Troisième            |
| -------------------------------------------------------------------- | ----------------- | ---------------------- | ------------------ | -------------------- | -------------------- |
| 12 décembre 2020                                                     | Cortina d'Ampezzo | Slalom géant parallèle | Roland Fischnaller | Aaron March          | Benjamin Karl        |
| 17 décembre 2020                                                     | Carezza           | Slalom géant parallèle | Benjamin Karl      | Andreas Prommegger   | Žan Košir            |
| 9 janvier 2021                                                       | Scuol             | Slalom géant parallèle | Igor Sluev (de)    | Michał Nowaczyk (pl) | Tim Mastnak          |
| 12 janvier 2021                                                      | Bad Gastein       | Slalom parallèle       | Aaron March        | Dmitry Loginov       | Andreas Prommegger   |
| 30 janvier 2021                                                      | Moscou            | Slalom parallèle       | Dmitry Karlagachev | Žan Košir            | Edwin Coratti        |
| 6 février 2021                                                       | Bannoïe           | Slalom géant parallèle | Dmitry Loginov     | Igor Sluev (de)      | Mirko Felicetti (it) |
| 7 février 2021                                                       | Bannoïe           | Slalom parallèle       | Dmitry Loginov     | Stefan Naumov (en)   | Andrey Sobolev       |
| Rogla - Championnats du monde de snowboard (1er mars au 2 mars 2021) |                   |                        |                    |                      |                      |
| 6 mars 2021                                                          | Rogla             | Slalom géant parallèle | Žan Košir          | Andrey Sobolev       | Oskar Kwiatkowski    |
| 20 mars 2021                                                         | Berchtesgaden     | Slalom parallèle       | Aaron March        | Alexander Payer      | Arvid Auner          |

#### Half-pipe
| Date                                                                 | Lieu  | Épreuve   | Vainqueur    | Second              | Troisième          |
| -------------------------------------------------------------------- | ----- | --------- | ------------ | ------------------- | ------------------ |
| 23 janvier 2021                                                      | Laax  | Half-pipe | Yuto Totsuka | Scotty James        | Ruka Hirano        |
| Aspen - Championnats du monde de snowboard (10 mars au 16 mars 2021) |       |           |              |                     |                    |
| 21 mars 2021                                                         | Aspen | Half-pipe | Yuto Totsuka | Raibu Katayama (de) | André Höflich (de) |

#### Slopestyle
| Date                                                                 | Lieu       | Épreuve    | Vainqueur        | Second             | Troisième        |
| -------------------------------------------------------------------- | ---------- | ---------- | ---------------- | ------------------ | ---------------- |
| 22 janvier 2021                                                      | Laax       | Slopestyle | Niklas Mattsson  | Leon Vockensperger | Marcus Kleveland |
| Aspen - Championnats du monde de snowboard (10 mars au 16 mars 2021) |            |            |                  |                    |                  |
| 20 mars 2021                                                         | Aspen      | Slopestyle | Marcus Kleveland | Red Gerard         | Mark McMorris    |
| 28 mars 2021                                                         | Silvaplana | Slopestyle | Marcus Kleveland | Liam Brearley      | Chris Corning    |

#### Big air
| Date                                                                 | Lieu        | Épreuve | Vainqueur      | Second        | Troisième     |
| -------------------------------------------------------------------- | ----------- | ------- | -------------- | ------------- | ------------- |
| 8 janvier 2021                                                       | Kreischberg | Big air | Maxence Parrot | Sven Thorgren | Mons Røisland |
| Aspen - Championnats du monde de snowboard (10 mars au 16 mars 2021) |             |         |                |               |               |

### Femmes

#### Cross
| Date                                                                            | Lieu      | Épreuve | Vainqueur        | Second                          | Troisième          |
| ------------------------------------------------------------------------------- | --------- | ------- | ---------------- | ------------------------------- | ------------------ |
| 23 janvier 2021                                                                 | Chiesa    | Cross   | Michela Moioli   | Faye Gulini                     | Eva Samková        |
| 23 janvier 2021                                                                 | Chiesa    | Cross   | Eva Samková      | Faye Gulini                     | Julia Mabileau     |
| Idre Fjäll - Championnats du monde de snowboard (11 février au 13 février 2021) |           |         |                  |                                 |                    |
| 18 février 2021                                                                 | Reiteralm | Cross   | Michela Moioli   | Lindsey Jacobellis              | Chloé Trespeuch    |
| 4 mars 2021                                                                     | Bakuriani | Cross   | Eva Samková      | Julia Pereira de Sousa Mabileau | Lindsey Jacobellis |
| 5 mars 2021                                                                     | Bakuriani | Cross   | Charlotte Bankes | Chloé Trespeuch                 | Faye Gulini        |
| 20 mars 2021                                                                    | Veysonnaz | Cross   | Eva Samková      | Michela Moioli                  | Charlotte Bankes   |

#### Parallèle
| Date                                                                 | Lieu              | Épreuve                | Vainqueur            | Second               | Troisième            |
| -------------------------------------------------------------------- | ----------------- | ---------------------- | -------------------- | -------------------- | -------------------- |
| 12 décembre 2020                                                     | Cortina d'Ampezzo | Slalom géant parallèle | Ester Ledecká        | Selina Jörg          | Ramona T. Hofmeister |
| 17 décembre 2020                                                     | Carezza           | Slalom géant parallèle | Ramona T. Hofmeister | Ladina Jenny         | Selina Jörg          |
| 9 janvier 2021                                                       | Scuol             | Slalom géant parallèle | Sofia Nadyrshina     | Ramona T. Hofmeister | Julie Zogg           |
| 12 janvier 2021                                                      | Bad Gastein       | Slalom parallèle       | Sofia Nadyrshina     | Cheyenne Loch (de)   | Selina Jörg          |
| 30 janvier 2021                                                      | Moscou            | Slalom parallèle       | Daniela Ulbing       | Sofia Nadyrshina     | Ramona T. Hofmeister |
| 6 février 2021                                                       | Bannoïe           | Slalom géant parallèle | Ramona T. Hofmeister | Cheyenne Loch (de)   | Sabine Schöffmann    |
| 7 février 2021                                                       | Bannoïe           | Slalom parallèle       | Julie Zogg           | Cheyenne Loch (de)   | Sabine Schöffmann    |
| Rogla - Championnats du monde de snowboard (1er mars au 2 mars 2021) |                   |                        |                      |                      |                      |
| 6 mars 2021                                                          | Rogla             | Slalom géant parallèle | Ramona T. Hofmeister | Sofia Nadyrshina     | Julie Zogg           |
| 20 mars 2021                                                         | Berchtesgaden     | Slalom parallèle       | Julie Zogg           | Selina Jörg          | Carolin Langenhorst  |

#### Half-pipe
| Date                                                                 | Lieu  | Épreuve   | Vainqueur | Second            | Troisième   |
| -------------------------------------------------------------------- | ----- | --------- | --------- | ----------------- | ----------- |
| 23 janvier 2021                                                      | Laax  | Half-pipe | Chloe Kim | Mitsuki Ono       | Sena Tomita |
| Aspen - Championnats du monde de snowboard (10 mars au 16 mars 2021) |       |           |           |                   |             |
| 21 mars 2021                                                         | Aspen | Half-pipe | Chloe Kim | Queralt Castellet | Sena Tomita |

#### Slopestyle
| Date                                                                 | Lieu       | Épreuve    | Vainqueur      | Second               | Troisième      |
| -------------------------------------------------------------------- | ---------- | ---------- | -------------- | -------------------- | -------------- |
| 22 janvier 2021                                                      | Laax       | Slopestyle | Jamie Anderson | Zoi Sadowski-Synnott | Tess Coady     |
| Aspen - Championnats du monde de snowboard (10 mars au 16 mars 2021) |            |            |                |                      |                |
| 20 mars 2021                                                         | Aspen      | Slopestyle | Anna Gasser    | Hailey Langland      | Enni Rukajärvi |
| 28 mars 2021                                                         | Silvaplana | Slopestyle | Reira Iwabuchi | Kokomo Murase        | Tess Coady     |

#### Big air
| Date                                                                 | Lieu        | Épreuve | Vainqueur            | Second        | Troisième   |
| -------------------------------------------------------------------- | ----------- | ------- | -------------------- | ------------- | ----------- |
| 8 janvier 2021                                                       | Kreischberg | Big air | Zoi Sadowski-Synnott | Kokomo Murase | Anna Gasser |
| Aspen - Championnats du monde de snowboard (10 mars au 16 mars 2021) |             |         |                      |               |             |

### Mixte
| Date                                                                            | Lieu          | Épreuve                     | Vainqueur                    | Second                                               | Troisième                                      |
| ------------------------------------------------------------------------------- | ------------- | --------------------------- | ---------------------------- | ---------------------------------------------------- | ---------------------------------------------- |
| 12 janvier 2021                                                                 | Bad Gastein   | Bordercross par équipe      | Autriche I - Claudia Riegler | Allemagne I - Stefan Baumeister - Cheyenne Loch (de) | Russie I - Dmitry Loginov - Sofia Nadyrshina   |
| Idre Fjäll - Championnats du monde de snowboard (11 février au 13 février 2021) |               |                             |                              |                                                      |                                                |
| 20 mars 2021                                                                    | Berchtesgaden | Slalom parallèle par équipe | Russie I - Sofia Nadyrshina  | Suisse I - Dario Caviezel - Julie Zogg               | Allemagne IV - Stefan Baumeister - Selina Jörg |